# Saint-Germain (Aube)
Pour les articles homonymes, voir Saint-Germain.
Saint-Germain est une commune française, située dans le département de l'Aube en région Grand Est. Commune située au sud-ouest de l’agglomération Troyenne, qui présente la particularité d’être composée de trois hameaux bien distincts répartis sur un territoire : Lépine (l'Epine), Chevillèle et Linçon.

## Géographie
| Torvilliers     | La Rivière-de-Corps | Saint-André-les-Vergers |
| Prugny          | Saint-Germain       | Rosières-près-Troyes    |
| Laines-aux-Bois | Saint-Pouange       | Saint-Léger-près-Troyes |

Le Triffoire, petit affluent direct de la Seine qu'il rejoint à Troyes, prend naissance la commune. Le Lincon, autre ruisseau.

### Topographie
Au cadastre de 1828 sont cités : Bochot, Brébant, Breton, Courcelles, Chevillèle, Chavan, Crot-aux-Fées, l'Epine, Ferme-Neuve, Fontaine-au-Loup, Lincon, les Marais, la Mission, Moulin-Brûlé, Saint-Barthélemi et Vantrouilly.
Ses communes limitrophes sont :
- Saint-André-les-Vergers (située à 2,9 km),
- La Rivière-de-Corps (située à 3,5 km),
- Torvilliers (située à 4,6 km),
- Prugny (située à 6,6 km),
- Laines-aux-Bois (située à 4,3 km),
- Saint-Pouange (située à 3,7 km),
- Saint-léger-Près-Troyes (située à 4,1 km)
- et Rosières-près-Troyes (située à 3 km).

### Hydrographie
La commune est dans la région hydrographique « la Seine de sa source au confluent de l'Oise (exclu) » au sein du bassin Seine-Normandie. Elle est drainée par le Triffoire, le canal 03 des Pâtures, la Profonde, le ru de la Fontaine aux Loups, le ru du Moulin et divers autres petits cours d'eau,.

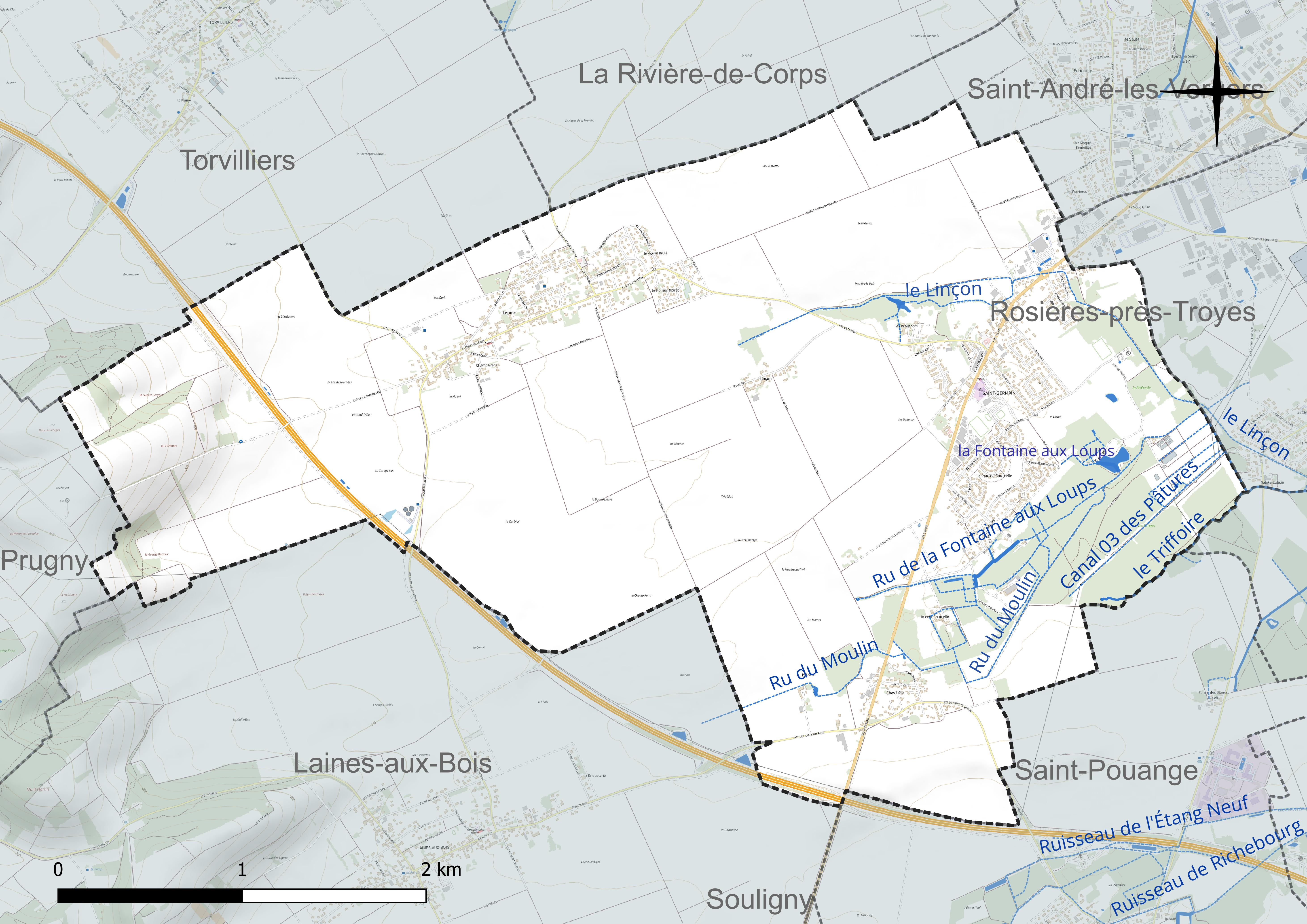
Réseau hydrographique de Saint-Germain.

Un plan d'eau complète le réseau hydrographique : la fontaine aux Loups (1,1 ha),.

### Climat
Pour des articles plus généraux, voir Climat du Grand Est et Climat de l'Aube.
En 2010, le climat de la commune est de type climat océanique dégradé des plaines du Centre et du Nord, selon une étude du Centre national de la recherche scientifique s'appuyant sur une série de données couvrant la période 1971-2000. En 2020, Météo-France publie une typologie des climats de la France métropolitaine dans laquelle la commune est exposée à un climat océanique altéré et est dans une zone de transition entre les régions climatiques « Nord-est du bassin Parisien » et « Lorraine, plateau de Langres, Morvan ».
Pour la période 1971-2000, la température annuelle moyenne est de 10,6 °C, avec une amplitude thermique annuelle de 15,6 °C. Le cumul annuel moyen de précipitations est de 709 mm, avec 11,5 jours de précipitations en janvier et 8 jours en juillet. Pour la période 1991-2020, la température moyenne annuelle observée sur la station météorologique de Météo-France la plus proche, « Saint-Pouange », sur la commune de Saint-Pouange à 4 km à vol d'oiseau, est de 11,5 °C et le cumul annuel moyen de précipitations est de 707,5 mm. 
La température maximale relevée sur cette station est de 42,2 °C, atteinte le 24 juillet 2019 ; la température minimale est de −21 °C, atteinte le 9 janvier 1985,,.
| Mois                                  | jan.            | fév.             | mars           | avril           | mai           | juin           | jui.          | août         | sep.            | oct.            | nov.             | déc.             | année     |
| ------------------------------------- | --------------- | ---------------- | -------------- | --------------- | ------------- | -------------- | ------------- | ------------ | --------------- | --------------- | ---------------- | ---------------- | --------- |
| Température minimale moyenne (°C)     | 0,6             | 0,5              | 2,3            | 4,4             | 8,2           | 11,4           | 13,4          | 13,2         | 9,8             | 7,2             | 3,6              | 1,4              | 6,3       |
| Température moyenne (°C)              | 3,7             | 4,5              | 7,6            | 10,4            | 14,4          | 17,9           | 20,2          | 20           | 16              | 12,1            | 7,2              | 4,4              | 11,5      |
| Température maximale moyenne (°C)     | 6,9             | 8,5              | 12,9           | 16,5            | 20,6          | 24,3           | 27            | 26,8         | 22,3            | 16,9            | 10,8             | 7,4              | 16,7      |
| Record de froid (°C) date du record   | −21 09.01.1985  | −18,7 26.02.1986 | −14,8 01.03.05 | −7,7 09.04.1973 | −2 01.05.1984 | 0,7 05.06.1991 | 4 17.07.1980  | 2 28.08.1974 | −0,5 21.09.1978 | −5,1 20.10.1972 | −11,3 24.11.1998 | −17,8 31.12.1985 | −21 1985  |
| Record de chaleur (°C) date du record | 16,6 05.01.1999 | 21,9 27.02.19    | 24,5 16.03.12  | 29,5 20.04.18   | 34,5 28.05.17 | 38,4 26.06.19  | 42,2 24.07.19 | 41 08.08.03  | 36,3 14.09.20   | 29,6 01.10.1985 | 23,8 08.11.15    | 18,7 16.12.1989  | 42,2 2019 |
| Précipitations (mm)                   | 57,6            | 50,8             | 49,6           | 53,6            | 67,4          | 57,8           | 55,7          | 58,3         | 55,1            | 69,5            | 64,1             | 68               | 707,5     |

| Diagramme climatique                                  |            |             |             |             |              |            |              |             |             |             |          |
| J                                                     | F          | M           | A           | M           | J            | J          | A            | S           | O           | N           | D        |
| 6,90,657,6                                            | 8,50,550,8 | 12,92,349,6 | 16,54,453,6 | 20,68,267,4 | 24,311,457,8 | 2713,455,7 | 26,813,258,3 | 22,39,855,1 | 16,97,269,5 | 10,83,664,1 | 7,41,468 |
| Moyennes : • Temp. maxi et mini °C • Précipitation mm |            |             |             |             |              |            |              |             |             |             |          |

Les paramètres climatiques de la commune ont été estimés pour le milieu du siècle (2041-2070) selon différents scénarios d'émission de gaz à effet de serre à partir des nouvelles projections climatiques de référence DRIAS-2020. Ils sont consultables sur un site dédié publié par Météo-France en novembre 2022.

## Urbanisme

### Typologie
Au 1er janvier 2024, Saint-Germain est catégorisée commune rurale à habitat dispersé, selon la nouvelle grille communale de densité à 7 niveaux définie par l'Insee en 2022.
Elle appartient à l'unité urbaine de Troyes, une agglomération intra-départementale dont elle est une commune de la banlieue,. Par ailleurs la commune fait partie de l'aire d'attraction de Troyes, dont elle est une commune de la couronne,. Cette aire, qui regroupe 209 communes, est catégorisée dans les aires de 200 000 à moins de 700 000 habitants,.

### Occupation des sols
L'occupation des sols de la commune, telle qu'elle ressort de la base de données européenne d’occupation biophysique des sols Corine Land Cover (CLC), est marquée par l'importance des territoires agricoles (79,3 % en 2018), une proportion sensiblement équivalente à celle de 1990 (80,1 %). La répartition détaillée en 2018 est la suivante : 
terres arables (74,9 %), zones urbanisées (11 %), forêts (9,7 %), zones agricoles hétérogènes (4,4 %). L'évolution de l’occupation des sols de la commune et de ses infrastructures peut être observée sur les différentes représentations cartographiques du territoire : la carte de Cassini (XVIIIe siècle), la carte d'état-major (1820-1866) et les cartes ou photos aériennes de l'IGN pour la période actuelle (1950 à aujourd'hui).

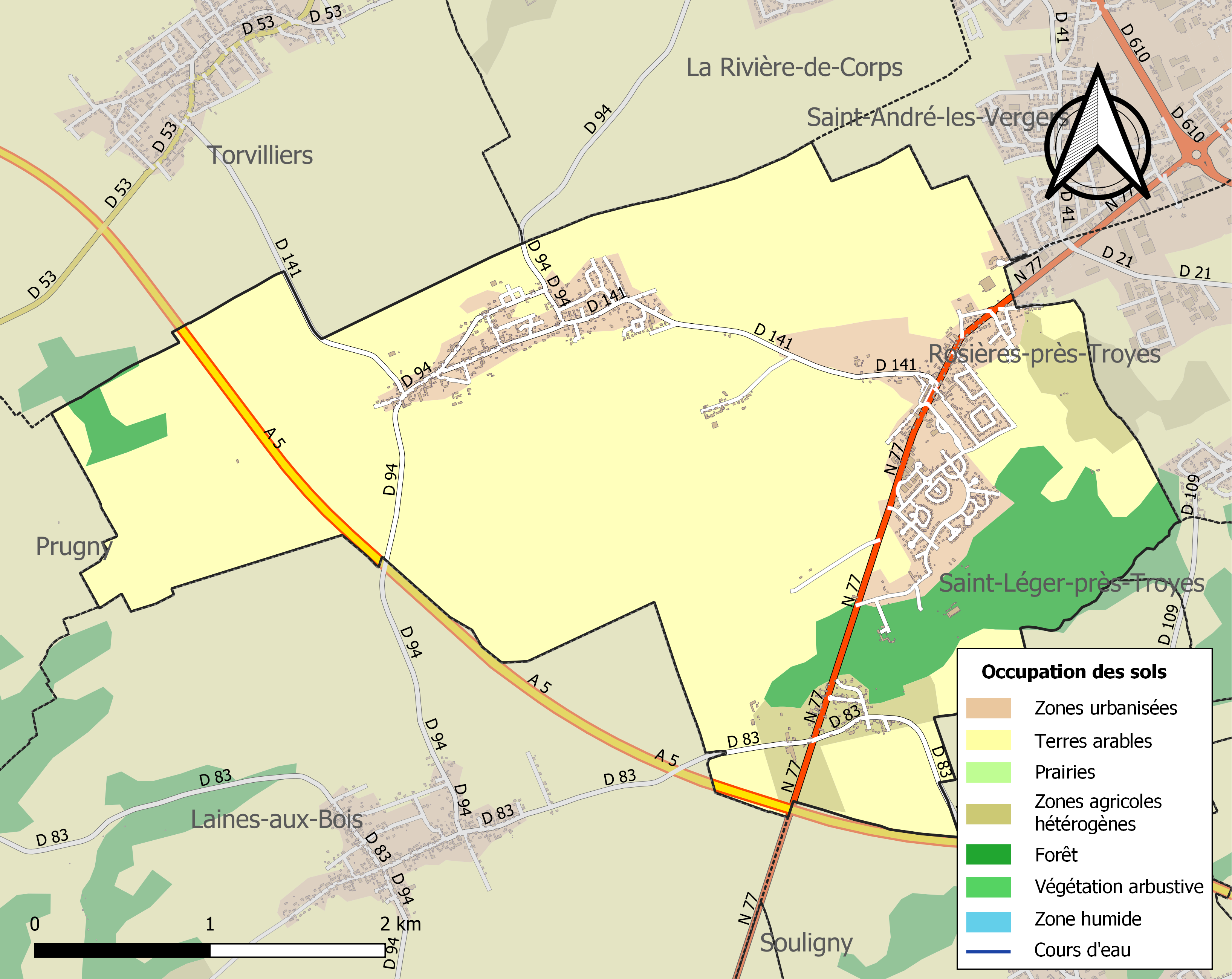
Carte des infrastructures et de l'occupation des sols de la commune en 2018 (CLC).

## Histoire

### Patrimoine ecclésiastique
La seigneurie était à l'abbaye Notre-Dame-aux-Nonnains depuis le don de Linçon et l'Epine par Hugues, comte de Troyes ; donation complétée par Henri II, son petit-neveu, en 1219.
Jusqu’au XVIe siècle, ni le bourg de Saint-Germain ni celui de Lépine n’étaient pourvus d’église. Par conséquent, les habitants devaient se rendre au hameau de Linçon pour la célébration des offices, seul hameau à posséder son lieu de culte. Cependant, après 400 ans de service, le monument a été démoli en raison de son état devenu trop délabré. C’est à ce moment-là que furent érigées les églises de Saint-Germain et de Lépine autour desquelles fut aménagé un cimetière.
Saint-Germain formait avec Linçon et Courcelles une communauté tant du point de vue civil que religieux. Les biens communaux étaient, en 1640 : quatre-vingt arpent de bois et broussailles au finage de Messon, plus huit autres arpents au même finage pour y prendre de la "terre rouge" au lieu-dit Berthon. Cinquante arpents d'eau et pâturages au lieu-dit Parfons du finage de Courcelles, quatre arpents de marias et pâturages au Marault de Breban du même finage.
En 1789, le village dépendait de l'intendance et de la généralité de Châlons, de l'élection et du bailliage de Troyes ; il dépendait de la Mairie royale des Noës.
Fin XVIIIe, faute de moyens humains pour assurer le bon fonctionnement de leur lieu de culte, les habitants de Lépine ont vu leur église mise en vente pour démolition. Ils se sont alors cotisés pour la racheter en tant que bien privé et ont créé « Le Conseil de Fabrique » pour la gestion de l’édifice.
La « Fabrique » déterminait tout ce qui appartenait à une église paroissiale, y compris les fonds affectés à son entretien. Elle désignait aussi l’ensemble des membres du « Conseil de fabrique » – « les fabriciens » – qui étaient chargés de l’administration de la paroisse. Parmi eux, trois « marguillers » étaient désignés pour gérer les finances, établir le budget et préparer les réunions. Par la suite, la Fabrique s’est également saisie du presbytère (actuelle impasse Berthelot) qui a été loué à la commune pour le logement de l’instituteur et la tenue de la classe.
La présence d’une église au hameau de Lépine dénote, à cette époque, de la volonté d’indépendance de ses habitants au regard du bourg de Saint-Germain. Le monument est resté en leur possession pendant plus de 100 ans, jusqu’à la promulgation de la Loi de séparation des Églises et de l'État, où le bâtiment revient à la charge de la commune.
Aujourd’hui, les églises de Saint-Germain et de Lépine sont dans un état de délabrement. Des fissures apparaissent, des vitraux sont brisés, les murs rapiécés. L’église de Lépine manque même de s’effondrer ; un pilier venant maintenir l’un des pans.

### Patrimoine architectural
L’habitat traditionnel de la région troyenne se caractérise par son ossature bois, sa forme rectangulaire de plain-pied ainsi que ses ouvertures petites et rares (la porte plus une ou deux fenêtres côté sud).
Appelé également « chaumine », son toit s’avançait généralement en auvent du côté sud-sud est et s’abaissait en basse-goutte jusqu’à environ 50 cm du sol du côté nord/nord-est.
Au fur et à mesure des besoins, la maison pouvait s’agrandir et comporter des éléments tels qu’une cave, une pièce pour les animaux, et plus tard une grange. En outre, il se singularisait par son pan à colombage, dont les matériaux de construction étaient bien souvent d’origine locale.
À Saint-Germain, l’aulne et le peuplier étaient les principales essences de bois utilisées, abondant dans les marais alentour. Quant à la maçonnerie, elle se composait de moellons de craie ou de silex liés avec de l’argile et trouvés sur place. Enfin, le toit était recouvert de chaume.

### Lieux de vie
La présence du premier maître d’école à Lépine est à noter en 1694 et à Saint-Germain en 1738. Au départ, la classe devait se tenir chez le « recteur ». Plus tard, un décret autorisant les communes a installer l’école dans les presbytères laissés vacants a permis à la Fabrique de louer à la municipalité le bâtiment dont elle disposait.
Ce n’est qu’à partir de 1895 que l’école communale du hameau de Lépine fut implantée, en bordure de l’actuelle rue Louis-Guillemin, pour remplacer la classe tenue jusqu’alors dans le presbytère. Le bâtiment scolaire reflète de fait l’identité du hameau de Lépine. Même si son potentiel architectural demeure faible, il n’en reste pas moins un élément remarquable à mettre en valeur.
Le café est un autre lieu important de la vie d’un village. À Saint-Germain, le Café de la Poste tenait place également d’épicerie-mercerie et semblait occuper le rôle de centralité. Aujourd’hui, le bâtiment utilisé par la Poste fait l’objet de controverses. Situé au croisement de la RN77 et de la route menant à Lépine, certains le considèrent comme gênant la visibilité des commerces. De par son histoire et sa situation préférentielle dans le bourg, ce lieu contribue pleinement à l’identité patrimoniale de Saint-Germain.

## Politique et administration
Du 23 janvier 1793 au 27 fructidor an IX Saint-Germain a été chef-lieu de canton.

### Transports

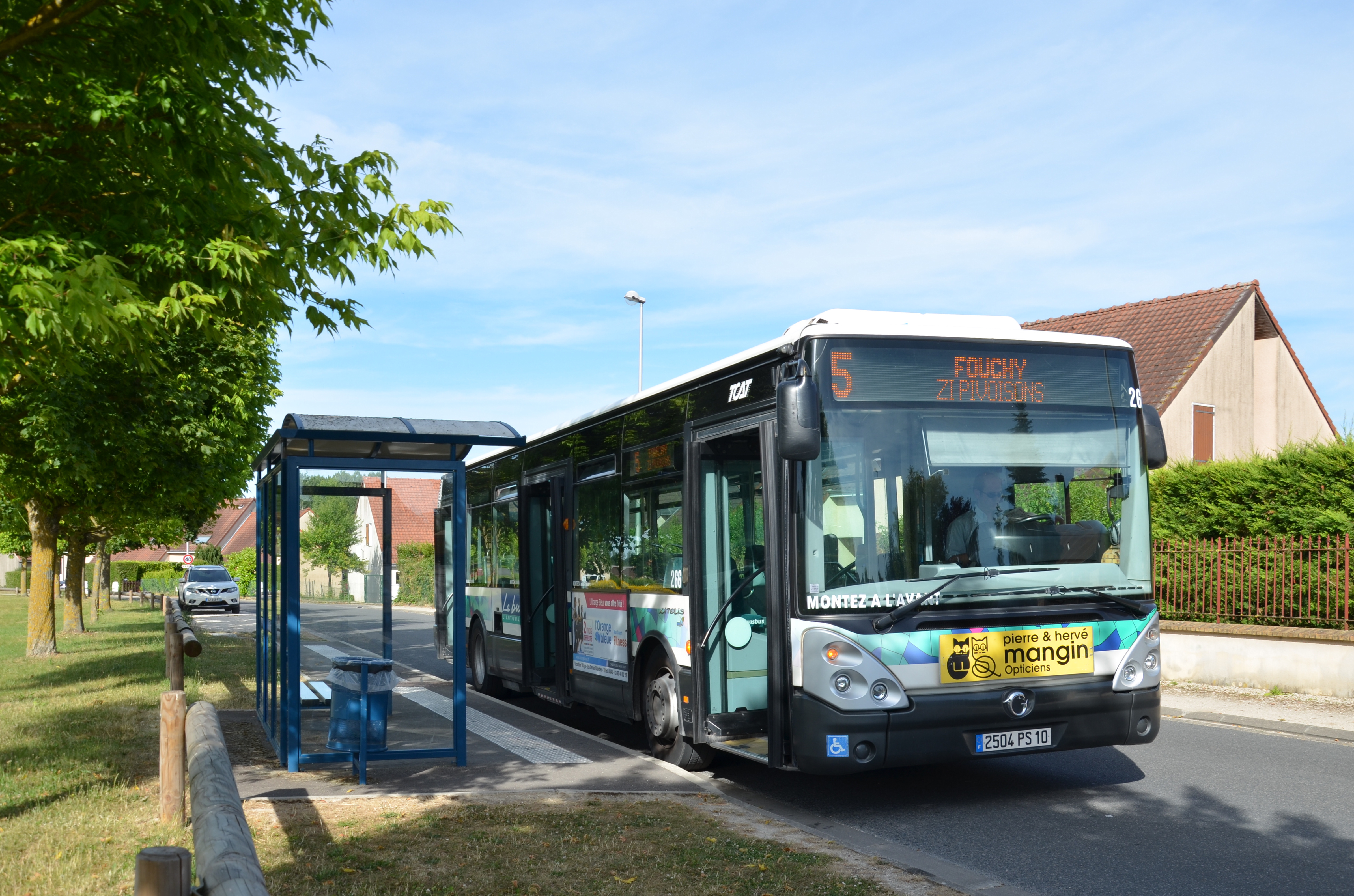
Un bus de la TCAT à son terminus Saint Germain-Courcelles.

La commune est desservie par la ligne 5 des transports en commun de Troyes.

### Liste des maires
| Période                                  | Période      | Identité               | Étiquette      | Qualité                     |
| ---------------------------------------- | ------------ | ---------------------- | -------------- | --------------------------- |
| 1841                                     | juillet 1870 | Joseph Pascal Lefebvre |                |                             |
| 1871                                     | 1876         | Jacques Doué           |                |                             |
| 1876                                     | 1878         | Justin Bernard         |                |                             |
| 1878                                     | 1892         | Pierre Deniset         |                |                             |
| 1892                                     | après 1915   | Benjamin Desrust       |                |                             |
| Les données manquantes sont à compléter. |              |                        |                |                             |
| 1947                                     | 1977         | Louis Guillemin        |                |                             |
| Les données manquantes sont à compléter. |              |                        |                |                             |
| mars 2001                                | mars 2008    | Patrick Roher          |                |                             |
| mars 2008                                | mai 2020     | Paul Gaillard          | Sans étiquette | Retraité de l'enseignement  |
| mai 2020                                 | En cours     | Maxime Dusacq          | Sans étiquette | Agriculteur, ancien adjoint |
| Les données manquantes sont à compléter. |              |                        |                |                             |

## Démographie

### Évolution démographique
L'évolution du nombre d'habitants est connue à travers les recensements de la population effectués dans la commune depuis 1793. Pour les communes de moins de 10 000 habitants, une enquête de recensement portant sur toute la population est réalisée tous les cinq ans, les populations de référence des années intermédiaires étant quant à elles estimées par interpolation ou extrapolation. Pour la commune, le premier recensement exhaustif entrant dans le cadre du nouveau dispositif a été réalisé en 2004.

En 2022, la commune comptait 2 402 habitants, en évolution de +3,62 % par rapport à 2016 (Aube : +0,7 %, France hors Mayotte : +2,11 %).
| 1793 | 1800 | 1806 | 1821 | 1831 | 1836 | 1841 | 1846 | 1851 |
| ---- | ---- | ---- | ---- | ---- | ---- | ---- | ---- | ---- |
| 565  | 657  | 602  | 596  | 609  | 647  | 630  | 610  | 635  |

| 1856 | 1861 | 1866 | 1872 | 1876 | 1881 | 1886 | 1891 | 1896 |
| ---- | ---- | ---- | ---- | ---- | ---- | ---- | ---- | ---- |
| 619  | 566  | 545  | 545  | 524  | 519  | 498  | 480  | 457  |

| 1901 | 1906 | 1911 | 1921 | 1926 | 1931 | 1936 | 1946 | 1954 |
| ---- | ---- | ---- | ---- | ---- | ---- | ---- | ---- | ---- |
| 449  | 442  | 424  | 399  | 417  | 406  | 438  | 447  | 511  |

| 1962 | 1968 | 1975 | 1982  | 1990  | 1999  | 2004  | 2006  | 2009  |
| ---- | ---- | ---- | ----- | ----- | ----- | ----- | ----- | ----- |
| 449  | 564  | 985  | 1 116 | 1 763 | 2 152 | 2 270 | 2 387 | 2 279 |

| 2014  | 2019  | 2022  | - | - | - | - | - | - |
| ----- | ----- | ----- | - | - | - | - | - | - |
| 2 294 | 2 275 | 2 402 | - | - | - | - | - | - |

### Pyramide des âges
La population de la commune est relativement jeune.
En 2018, le taux de personnes d'un âge inférieur à 30 ans s'élève à 33,3 %, soit en dessous de la moyenne départementale (35,2 %). À l'inverse, le taux de personnes d'âge supérieur à 60 ans est de 27,2 % la même année, alors qu'il est de 27,7 % au niveau départemental.
En 2018, la commune comptait 1 104 hommes pour 1 185 femmes, soit un taux de 51,77 % de femmes, légèrement supérieur au taux départemental (51,41 %).
Les pyramides des âges de la commune et du département s'établissent comme suit.
| Hommes | Classe d’âge | Femmes |
| ------ | ------------ | ------ |
| 0,2    | 90 ou +      | 0,6    |
| 7,6    | 75-89 ans    | 6,8    |
| 19,5   | 60-74 ans    | 19,7   |
| 22,8   | 45-59 ans    | 24,0   |
| 15,1   | 30-44 ans    | 17,1   |
| 16,2   | 15-29 ans    | 14,2   |
| 18,6   | 0-14 ans     | 17,6   |

| Hommes | Classe d’âge | Femmes |
| ------ | ------------ | ------ |
| 0,8    | 90 ou +      | 2,1    |
| 7,4    | 75-89 ans    | 10,2   |
| 17,4   | 60-74 ans    | 18,4   |
| 19,4   | 45-59 ans    | 19     |
| 17,8   | 30-44 ans    | 17,3   |
| 18,3   | 15-29 ans    | 15,9   |
| 19     | 0-14 ans     | 17,1   |

## Activité économique
Entre la période 2000-2007, le nombre d'entreprises, tous secteurs confondus, a augmenté de 11,3 % toutefois le secteur de la construction a connu une baisse de ces entreprises dans la commune.
Au total, 59 entreprises sont implantées dans la commune avec une grande majorité d'entreprises dans le domaine des services et le secteur des commerces.

### Commerces
Concernant le secteur du commerce, un marché se tient le samedi matin, sur le parking situé rue du commerce (devant le centre commercial).
La commune recense un salon de coiffure, une boulangerie, un fleuriste, un buraliste/restaurant (Le Germinois : Brasserie, Bar Pizzeria), une auto-école, une boucherie (Frères Huguier). Une grande majorité des commerces se situe Rue du Commerce, véritable vitrine commerciale le long de la RN 77 bénéficiant très largement d’une clientèle de passage.

### Services
S’agissant des services liés au domaine de la santé publique, la commune compte sur son territoire : une pharmacie, un kinésithérapeute, une infirmière, deux médecins généralistes, deux orthophonistes, une sage-femme, un chirurgien dentiste, un cabinet vétérinaires, un podologue-pédicure et une antenne de l'agence d'aide à domicile (ADMR).
La DIDAMS (Direction Départementale des Actions Médico-sociales) dispose d’une antenne sur la commune, pour l’intervention d’assistantes sociales ainsi que pour la délivrance de services à la personne.

## Lieux et monuments
- Église Saint-Barthélemy de Lépine.
- Chapelle du Carmel de Saint-Germain.

L'église, sous le vocable de Saint Germain d'Auxerre, est commencée par l'est au début du XVIe siècle sur un plan rectangulaire et une abside à cinq pans. Sa tour est de 1856. Sa partie occidentale s'est effondrée en 1936-1937 pour être relevée en 1942. Elle dépendait de l'abbaye Notre-Dame-aux-Nonnains de Troyes. Elle était le siège d'une cure de l'archi-prêtrise de Troyes à la collation de l'évêque, elle avait l'Epine et la chapelle de Saint-Germain pour annexe. La dite chapelle étant disparue en 1499, le curé était un archiprêtre. Elle possède un ensemble de verrières du XVIe siècle :
- Arbre de Jessé[27],
- Une passion du Christ[28],
- Une grisaille[29].

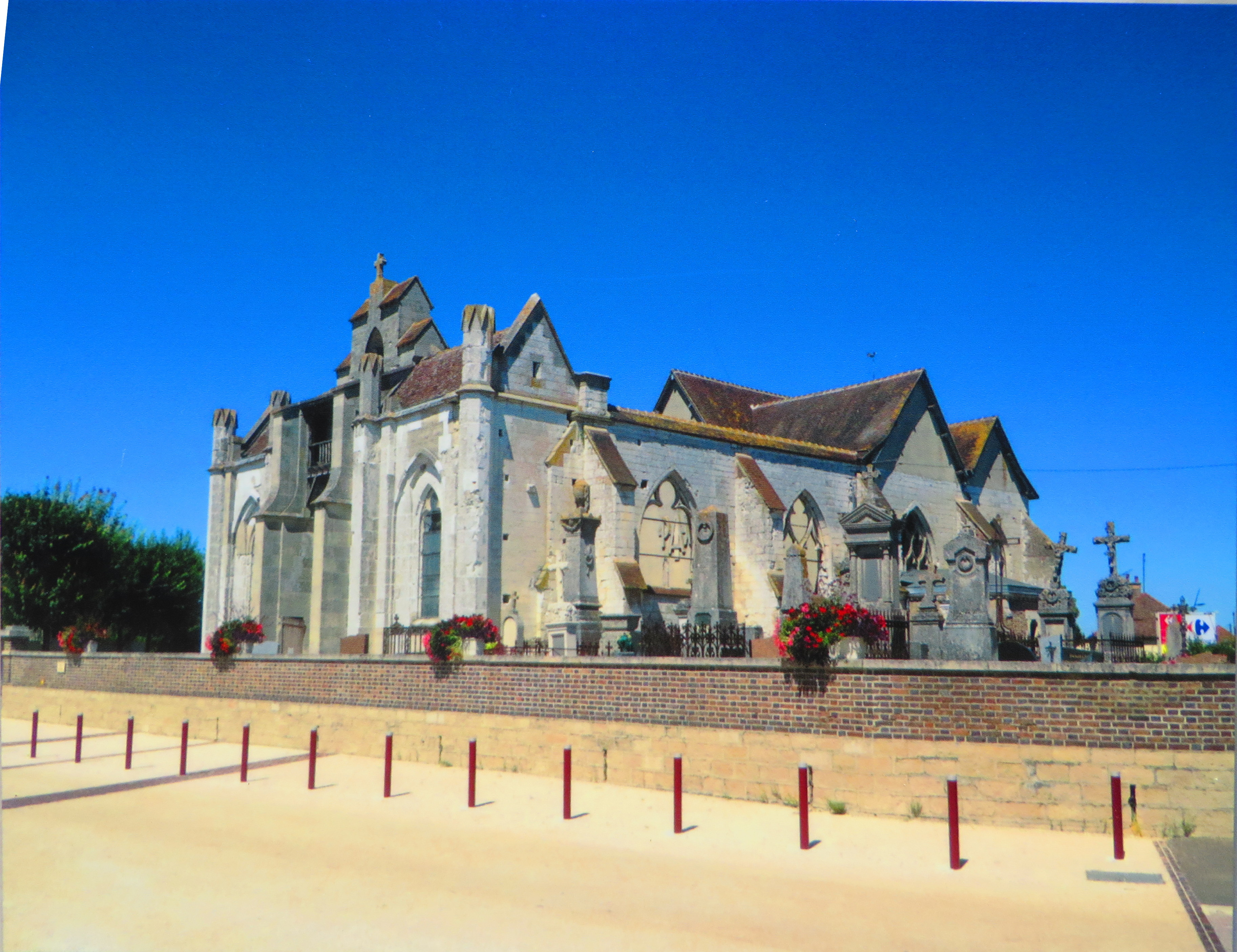
Église Saint-Germain-d'Auxerre (vue d'ensemble).
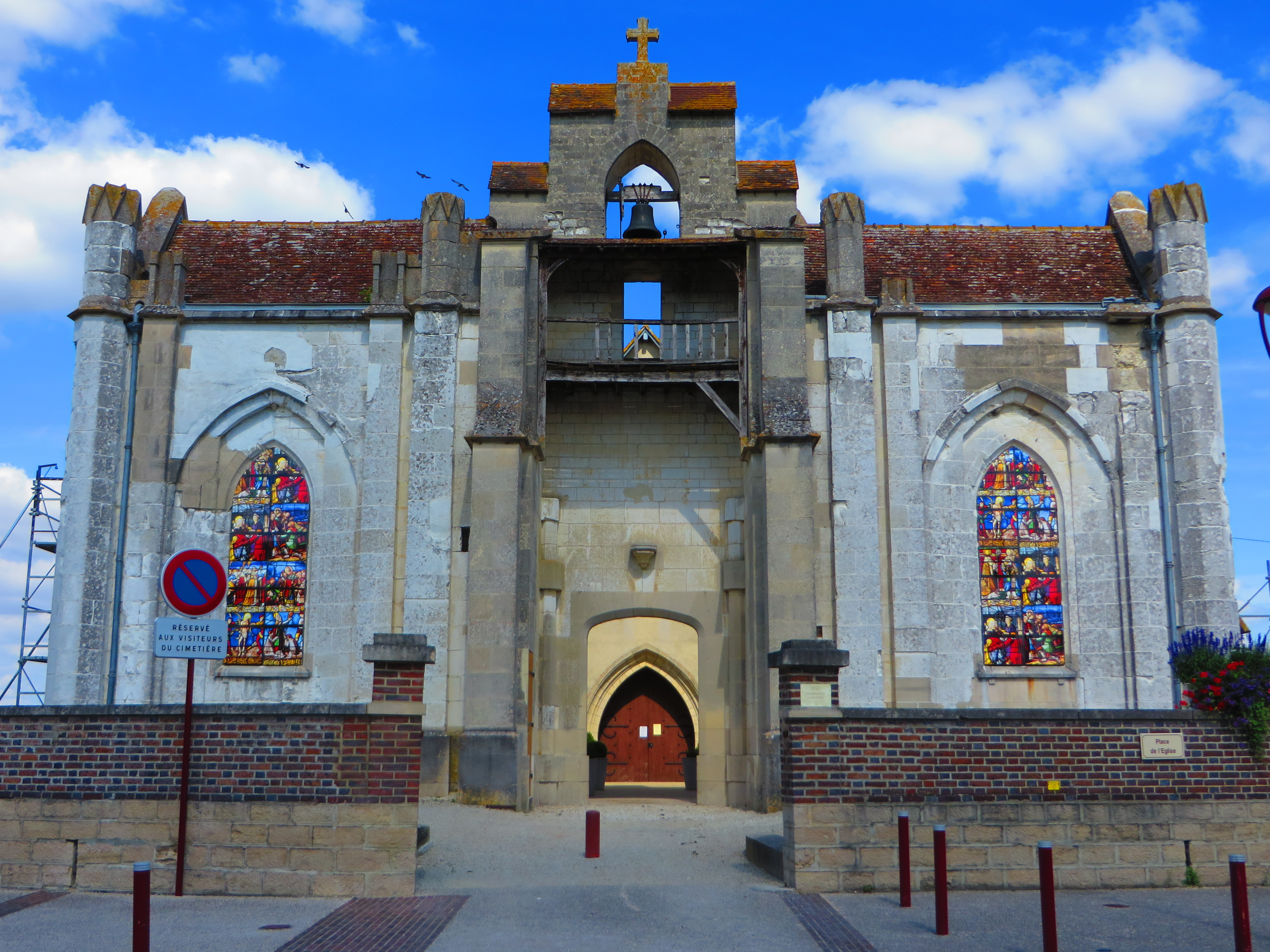
Église Saint-Germain-d'Auxerre (porte devant).
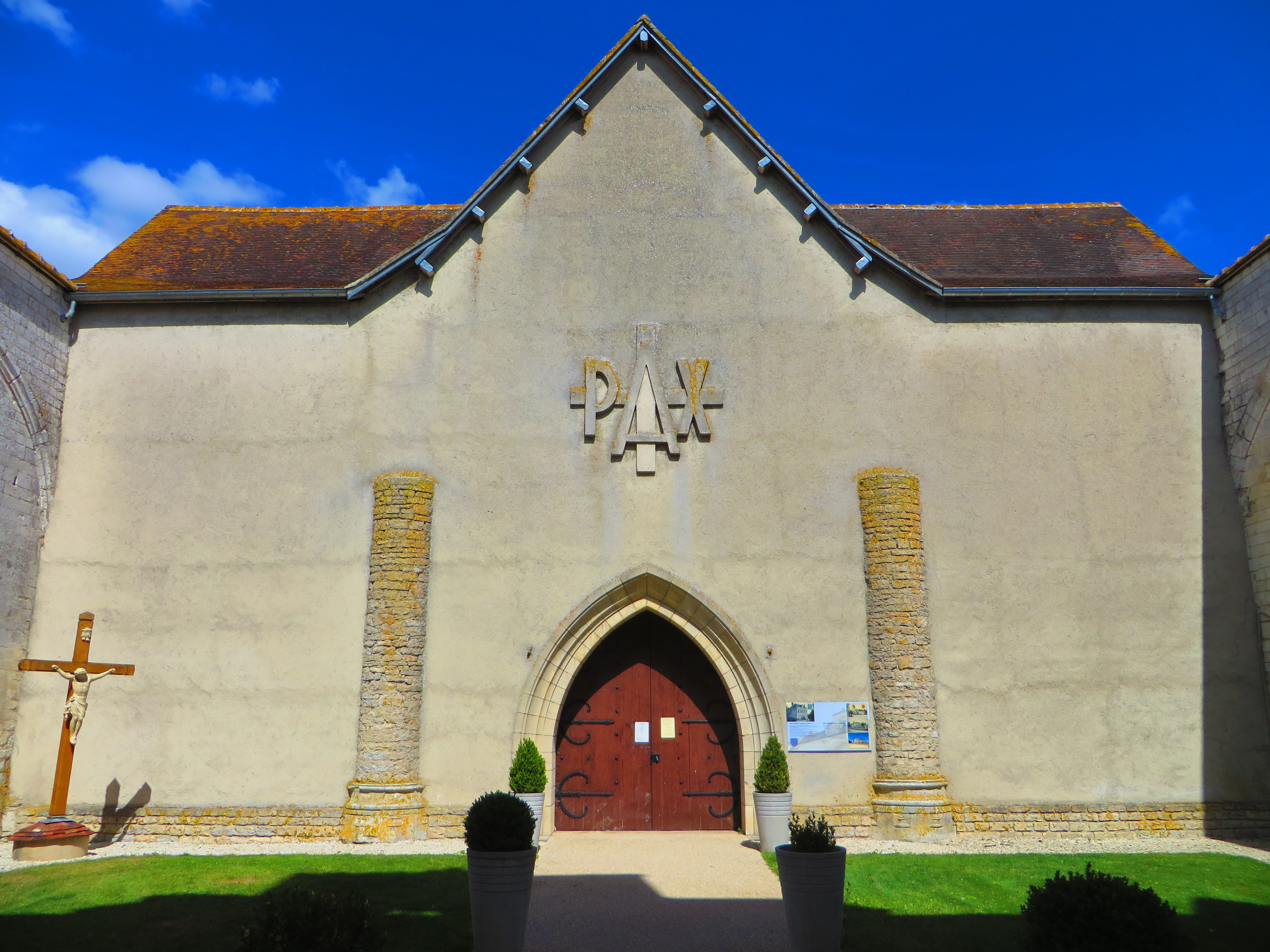
Église Saint-Germain-d'Auxerre (nouvelle porte).

## Culture

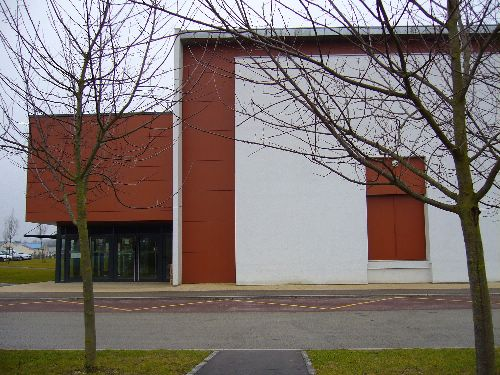
Entrée.
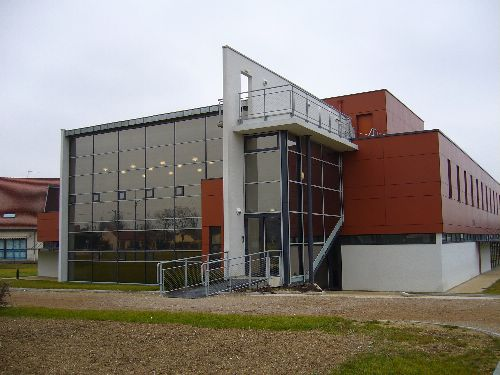
Médiathèque.
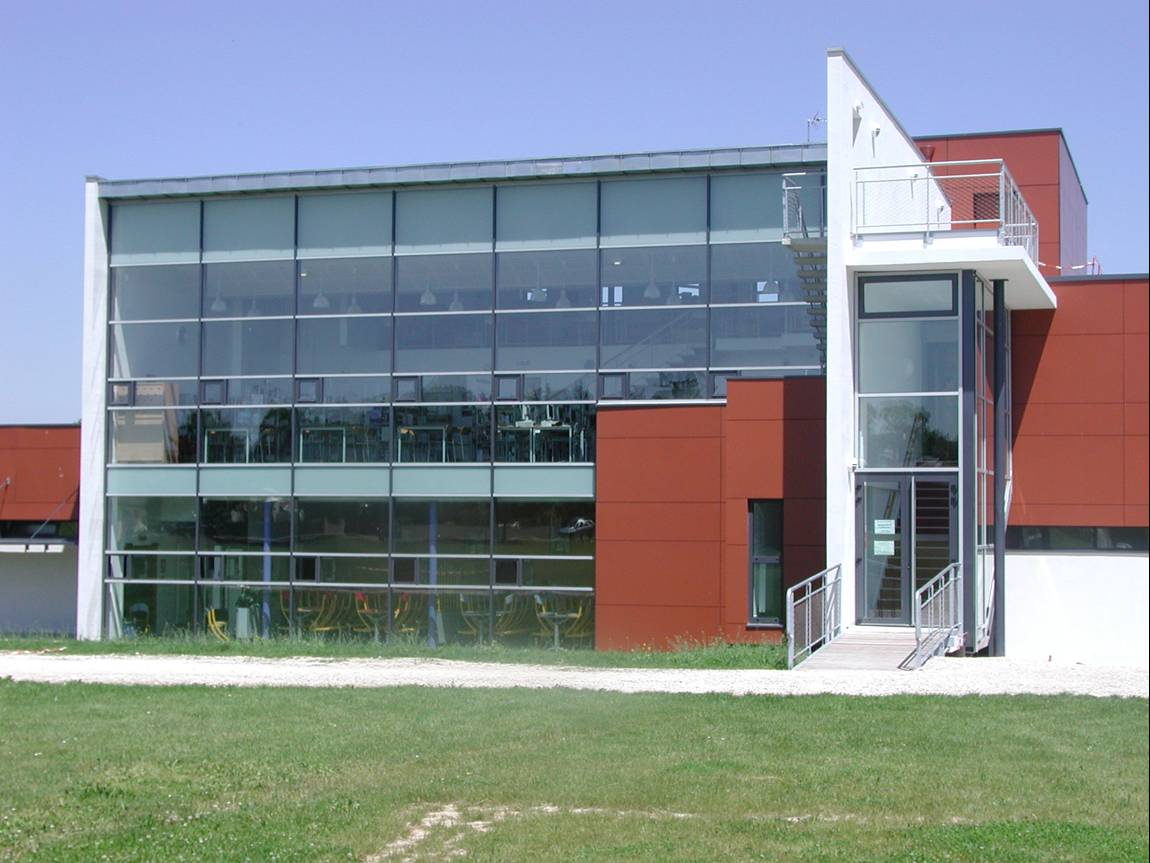
Médiathèque.
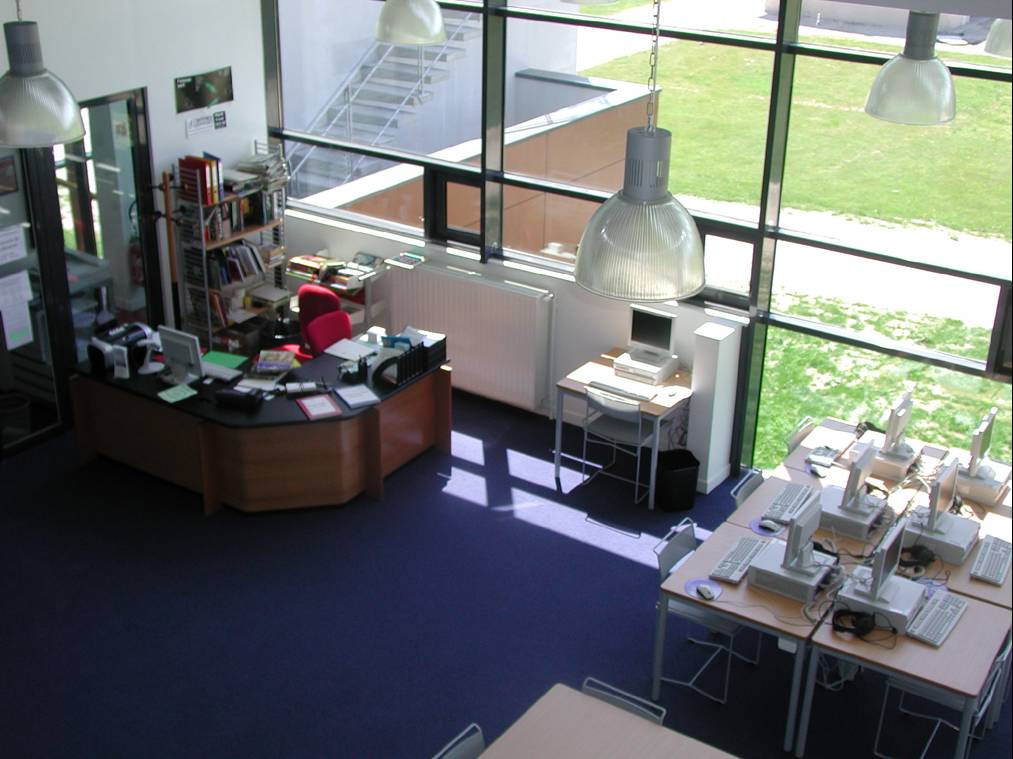
Intérieur de la Médiathèque.
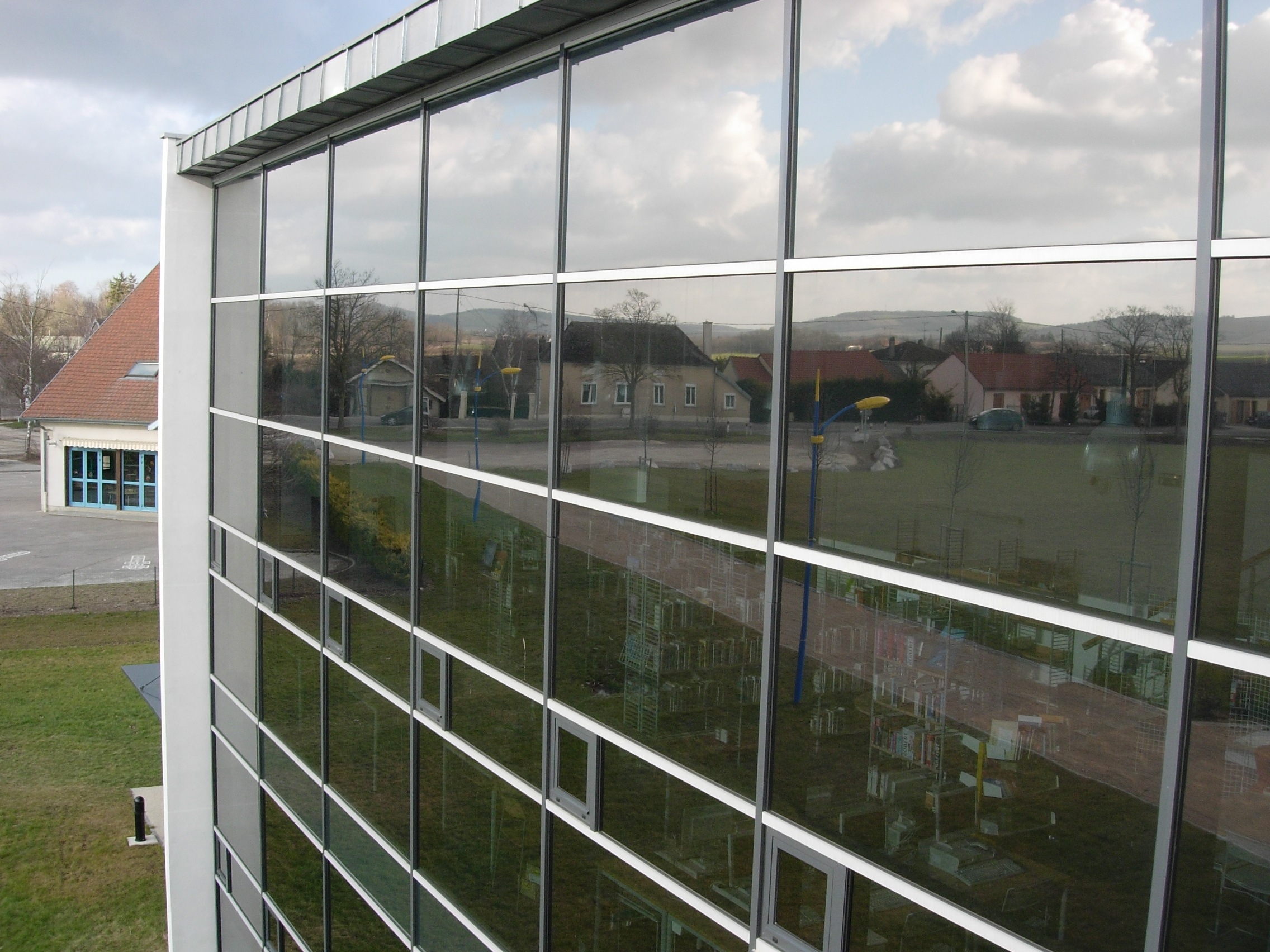
Médiathèque.

## Héraldique
|  | Les armes de la ville se blasonnent ainsi : D’azur aux cinq châteaux d’argent ordonnées en sautoir, à la crosse épiscopale d’or brochant sur le tout. |